# Simone Wiegand
Simone Wiegand (* 23. Februar 1969) ist eine deutsche Juristin und Richterin am Bundesgerichtshof.

## Leben und Wirken
Nach dem Abschluss ihrer juristischen Ausbildung trat Wiegand 2000 in den Höheren Justizdienst des Landes Baden-Württemberg ein und wurde zunächst am Amtsgericht Mannheim und später am Landgericht Karlsruhe eingesetzt. Nach dem Ende ihrer Proberichterzeit wurde sie im Mai 2005 in Karlsruhe zur Richterin am Landgericht ernannt. Von Juli 2014 bis März 2015 war Wiegand an das Oberlandesgericht Karlsruhe abgeordnet. Nach einer Rückkehr an das Landgericht Karlsruhe wurde sie im Mai 2017 endgültig zur Richterin am Oberlandesgericht befördert und dem Oberlandesgericht Karlsruhe zugeordnet. Im März 2019 wurde Wiegand zur Richterin am Bundesgerichtshof gewählt. Sie wurde zum 1. Oktober 2019 dem vor allem für Kauf-, Leasing- und Wohnraummietrecht zuständigen VIII. Zivilsenat zugewiesen.
Seit Juli 2021 ist sie stellvertretendes Mitglied im Verfassungsgerichtshof für das Land Baden-Württemberg.